# DFB-Pokal 1984/85
DFB-Pokalsieger 1985 war Bayer 05 Uerdingen. Als vermeintlicher Außenseiter bezwangen sie im Finale den Titelverteidiger und neuen deutschen Meister FC Bayern München. Seit dieser Saison wird das Finale alljährlich im Berliner Olympiastadion ausgetragen.
Im anschließenden Europapokal der Pokalsieger schieden die Uerdinger erst im Halbfinale gegen den spanischen Pokalsieger Atlético Madrid aus. Im Viertelfinale konnten sie beim Wunder von der Grotenburg den DDR-Pokalsieger SG Dynamo Dresden ausschalten.

## Teilnehmende Mannschaften
- Für die 1. Hauptrunde waren folgende Mannschaften qualifiziert.

| Bundesliga die 18 Vereine der Saison 1983/84 | 2. Bundesliga die 20 Vereine der Saison 1983/84 | Amateure Nord Berlin Westfalen Nordrhein | Amateure Hessen Südwest Baden-Württemberg Bayern |
| --- | --- | --- | --- |
| VfB Stuttgart Hamburger SV Borussia Mönchengladbach FC Bayern München (TV) Werder Bremen 1. FC Köln Bayer 04 Leverkusen Arminia Bielefeld Eintracht Braunschweig Bayer 05 Uerdingen SV Waldhof Mannheim 1. FC Kaiserslautern Borussia Dortmund Fortuna Düsseldorf VfL Bochum Eintracht Frankfurt Karlsruher SC FC Schalke 04 | 1. FC Nürnberg Kickers Offenbach MSV Duisburg KSV Hessen Kassel SG Union Solingen Alemannia Aachen SC Freiburg Stuttgarter Kickers SC Fortuna Köln 1. FC Saarbrücken Hertha BSC SV Darmstadt 98 SSV Ulm 1846 Hannover 96 SG Wattenscheid 09 SC Rot-Weiß Oberhausen Blau-Weiß 90 Berlin Rot-Weiss Essen BV 08 Lüttringhausen | - Nord: VfL Osnabrück TSV Havelse VfB Oldenburg OSC Bremerhaven FC Altona 93 Friesen Hänigsen VfL Kellinghusen - Berlin: SC Charlottenburg - Westfalen: 1. FC Paderborn SC Herford VfL Bochum (A) - Nordrhein: SC Jülich 1910 FC Olympia Bocholt Duisburger FV 08 | - Hessen: SV Eintracht Haiger CSC 03 Kassel - Südwest: SV Eintracht Trier ASC Dudweiler Südwest Ludwigshafen SV Mettlach - Baden-Württemberg: FC Rastatt 04 SC Geislingen TSV Ofterdingen SV 98 Schwetzingen - Bayern: 1. FC Nürnberg (A) FC Bayern München (A) SpVgg Bayreuth |

## 1. Hauptrunde
| Datum                    |                          | Ergebnis  |                        |
| ------------------------ | ------------------------ | --------- | ---------------------- |
| Fr 31.08.1984, 19:30 Uhr | Duisburger FV 08         | 1:4       | SV Waldhof Mannheim    |
| Fr 31.08.1984, 20:00 Uhr | VfB Stuttgart            | 5:4       | SC Rot-Weiß Oberhausen |
| Fr 31.08.1984, 20:00 Uhr | VfL Osnabrück            | 2:5 n. V. | Friesen Hänigsen       |
| Sa 01.09.1984, 15:00 Uhr | FC Altona 93             | 2:1       | Eintracht Trier        |
| Sa 01.09.1984, 15:00 Uhr | SC Geislingen            | 2:0       | Hamburger SV           |
| Sa 01.09.1984, 15:30 Uhr | Bayer 04 Leverkusen      | 5:0       | 1. FC Kaiserslautern   |
| Sa 01.09.1984, 15:30 Uhr | Eintracht Braunschweig   | 1:3       | Eintracht Frankfurt    |
| Sa 01.09.1984, 15:30 Uhr | 1. FC Köln               | 8:0       | Stuttgarter Kickers    |
| Sa 01.09.1984, 15:30 Uhr | Borussia Mönchengladbach | 4:1       | Blau-Weiß 90 Berlin    |
| Sa 01.09.1984, 15:30 Uhr | Arminia Bielefeld        | 1:3 n. V. | 1. FC Nürnberg         |
| Sa 01.09.1984, 15:30 Uhr | Olympia Bocholt          | 1:3       | FC Schalke 04          |
| Sa 01.09.1984, 15:30 Uhr | ASC Dudweiler            | 1:5       | Borussia Dortmund      |
| Sa 01.09.1984, 15:30 Uhr | Hertha BSC               | 1:0       | KSV Hessen Kassel      |
| Sa 01.09.1984, 15:30 Uhr | SV Darmstadt 98          | 3:0       | SC Freiburg            |
| Sa 01.09.1984, 15:30 Uhr | 1. FC Paderborn          | 1:4       | Hannover 96            |
| Sa 01.09.1984, 15:30 Uhr | VfL Kellinghusen         | 1:4       | Union Solingen         |
| Sa 01.09.1984, 15:30 Uhr | TSV Ofterdingen          | 0:1       | VfL Bochum (A)         |
| Sa 01.09.1984, 15:30 Uhr | 1. FC Nürnberg (A)       | 1:0       | Südwest Ludwigshafen   |
| Sa 01.09.1984, 15:30 Uhr | SC Jülich 1910           | 2:1       | FC Rastatt 04          |
| Sa 01.09.1984, 16:00 Uhr | TSV Havelse              | 2:2 n. V. | VfL Bochum             |
| Sa 01.09.1984, 16:00 Uhr | SpVgg Bayreuth           | 7:0       | SV Mettlach            |
| Sa 01.09.1984, 19:30 Uhr | Rot-Weiss Essen          | 1:2       | 1. FC Saarbrücken      |
| So 02.09.1984, 15:00 Uhr | Fortuna Düsseldorf       | 2:0       | SSV Ulm 1846           |
| So 02.09.1984, 15:00 Uhr | VfB Oldenburg            | 1:6       | Bayer 05 Uerdingen     |
| So 02.09.1984, 15:00 Uhr | BV 08 Lüttringhausen     | 0:1       | FC Bayern München      |
| So 02.09.1984, 15:00 Uhr | SC Charlottenburg        | 1:3 n. V. | Karlsruher SC          |
| So 02.09.1984, 15:00 Uhr | OSC Bremerhaven          | 0:4       | Werder Bremen          |
| So 02.09.1984, 15:00 Uhr | SC Fortuna Köln          | 2:2 n. V. | MSV Duisburg           |
| So 02.09.1984, 15:00 Uhr | SC Herford               | 2:3       | Kickers Offenbach      |
| So 02.09.1984, 15:00 Uhr | SV 98 Schwetzingen       | 1:2       | Alemannia Aachen       |
| So 02.09.1984, 15:00 Uhr | FC Bayern München (A)    | 3:5       | SG Wattenscheid 09     |
| So 02.09.1984, 15:00 Uhr | Eintracht Haiger         | 2:1       | CSC 03 Kassel          |

### Wiederholungsspiele
| Datum         |              | Ergebnis              |                 |
| ------------- | ------------ | --------------------- | --------------- |
| Di 25.09.1984 | VfL Bochum   | 4:0                   | TSV Havelse     |
| Di 02.10.1984 | MSV Duisburg | 2:2 n. V. (3:5 i. E.) | SC Fortuna Köln |

## 2. Hauptrunde
| Datum                    |                          | Ergebnis  |                     |
| ------------------------ | ------------------------ | --------- | ------------------- |
| Sa 13.10.1984,           | Borussia Dortmund        | 1:1 n. V. | FC Schalke 04       |
| Di 20.11.1984, 20:00 Uhr | Bayer 05 Uerdingen       | 2:1       | Fortuna Düsseldorf  |
| Di 20.11.1984, 20:00 Uhr | VfL Bochum (A)           | 1:2       | VfB Stuttgart       |
| Mi 21.11.1984, 14:00 Uhr | Friesen Hänigsen         | 0:8       | FC Bayern München   |
| Mi 21.11.1984, 14:00 Uhr | FC Altona 93             | 0:3       | Bayer 04 Leverkusen |
| Mi 21.11.1984, 14:00 Uhr | Eintracht Haiger         | 1:0 n. V. | Karlsruher SC       |
| Mi 21.11.1984, 14:00 Uhr | SpVgg Bayreuth           | 1:2       | Union Solingen      |
| Mi 21.11.1984, 14:00 Uhr | SC Geislingen            | 4:2       | Kickers Offenbach   |
| Mi 21.11.1984, 14:00 Uhr | 1. FC Nürnberg (A)       | 0:3       | SC Jülich 1910      |
| Mi 21.11.1984, 15:00 Uhr | SG Wattenscheid 09       | 0:4       | SV Waldhof Mannheim |
| Mi 21.11.1984, 15:00 Uhr | Hertha BSC               | 4:3 n. V. | SC Fortuna Köln     |
| Mi 21.11.1984, 15:30 Uhr | Borussia Mönchengladbach | 4:2 n. V. | Eintracht Frankfurt |
| Mi 21.11.1984, 15:30 Uhr | Werder Bremen            | 5:0       | SV Darmstadt 98     |
| Mi 21.11.1984, 15:30 Uhr | Alemannia Aachen         | 3:0       | VfL Bochum          |
| Mi 21.11.1984, 15:30 Uhr | 1. FC Saarbrücken        | 4:1       | 1. FC Nürnberg      |
| Mi 21.11.1984, 16:00 Uhr | Hannover 96              | 2:1       | 1. FC Köln          |

### Wiederholungsspiel
| Datum         |               | Ergebnis |                   |
| ------------- | ------------- | -------- | ----------------- |
| Mi 31.10.1984 | FC Schalke 04 | 3:2      | Borussia Dortmund |

## Achtelfinale
| Datum                    |                   | Ergebnis  |                          |
| ------------------------ | ----------------- | --------- | ------------------------ |
| Di 04.12.1984            | FC Bayern München | 1:0       | SV Waldhof Mannheim      |
| Mi 12.12.1984, 14:00 Uhr | SC Jülich 1910    | 2:4       | Werder Bremen            |
| Sa 22.12.1984, 13:45 Uhr | SC Geislingen     | 0:2       | Bayer 05 Uerdingen       |
| Sa 22.12.1984, 13:45 Uhr | Eintracht Haiger  | 0:8       | Union Solingen           |
| Sa 22.12.1984, 15:30 Uhr | Hannover 96       | 1:0       | FC Schalke 04            |
| Sa 22.12.1984, 15:30 Uhr | Alemannia Aachen  | 0:2       | Borussia Mönchengladbach |
| Sa 22.12.1984, 15:30 Uhr | VfB Stuttgart     | 0:0 n. V. | 1. FC Saarbrücken        |
| Di 05.02.1985, 20:00 Uhr | Hertha BSC        | 0:4       | Bayer 04 Leverkusen      |

### Wiederholungsspiel
| Datum                    |                   | Ergebnis              |               |
| ------------------------ | ----------------- | --------------------- | ------------- |
| Di 05.02.1985, 20:00 Uhr | 1. FC Saarbrücken | 2:2 n. V. (3:0 i. E.) | VfB Stuttgart |

## Viertelfinale
| Datum                    |                     | Ergebnis |                          |
| ------------------------ | ------------------- | -------- | ------------------------ |
| Sa 16.02.1985, 15:00 Uhr | Union Solingen      | 1:2      | Borussia Mönchengladbach |
| Sa 16.02.1985, 15:30 Uhr | 1. FC Saarbrücken   | 1:0      | Hannover 96              |
| Di 12.03.1985            | Bayer 05 Uerdingen  | 2:1      | Werder Bremen            |
| Di 26.03.1985            | Bayer 04 Leverkusen | 1:3      | FC Bayern München        |

## Halbfinale
| Datum                    |                   | Ergebnis  |                          |
| ------------------------ | ----------------- | --------- | ------------------------ |
| Sa 06.04.1985, 15:30 Uhr | 1. FC Saarbrücken | 0:1       | Bayer 05 Uerdingen       |
| Sa 06.04.1985, 20:00 Uhr | FC Bayern München | 1:0 n. V. | Borussia Mönchengladbach |

## Finale
| Paarung            | FC Bayern München – Bayer 05 Uerdingen |
| Ergebnis           | 1:2 (1:1) |
| Datum              | Sonntag, 26. Mai 1985 um 18:00 Uhr |
| Stadion            | Olympiastadion, Berlin |
| Zuschauer          | 70.398 |
| Schiedsrichter     | Werner Föckler (Weisenheim am Sand) |
| Tore               | 1:0 Dieter Hoeneß (8.) 1:1 Horst Feilzer (9.) 1:2 Wolfgang Schäfer (68.) |
| FC Bayern München  | Raimond Aumann – Klaus Augenthaler – Wolfgang Dremmler, Norbert Eder, Holger Willmer (72. Michael Rummenigge) – Lothar Matthäus, Søren Lerby, Hans Pflügler – Roland Wohlfarth (51. Bertram Beierlorzer), Dieter Hoeneß, Ludwig Kögl Cheftrainer: Udo Lattek                      |
| Bayer 05 Uerdingen | Werner Vollack – Matthias Herget – Karl-Heinz Wöhrlin, Norbert Brinkmann, Ludger van de Loo – Horst Feilzer (61. Peter Loontiens), Friedhelm Funkel, Wolfgang Funkel, Werner Buttgereit – Wolfgang Schäfer, Lárus Guðmundsson (82. Wayne Thomas) Cheftrainer: Karl-Heinz Feldkamp |
| Platzverweise      | Wolfgang Dremmler (48.) – keine |